# Lactarius circellatus
Lactarius circellatus (Elias Magnus Fries, 1838) este o specie de ciuperci necomestibile din încrengătura Basidiomycota în familia Russulaceae și de genul Lactarius. O denumire populară nu este cunoscută. Acest burete regional destul de răspândit coabitează, fiind un simbiont micoriza (formează micorize pe rădăcinile arborilor). În România, Basarabia și Bucovina de Nord trăiește pe sol proaspăt și bogat în nutrienți, izolat sau în grupuri de mai multe exemplare în păduri de foioase și mixte, parcuri, grădini, chiar și prin cimitire, dar numai sub arini. Apare de la câmpie la munte, din iunie până în octombrie.

## Taxonomie

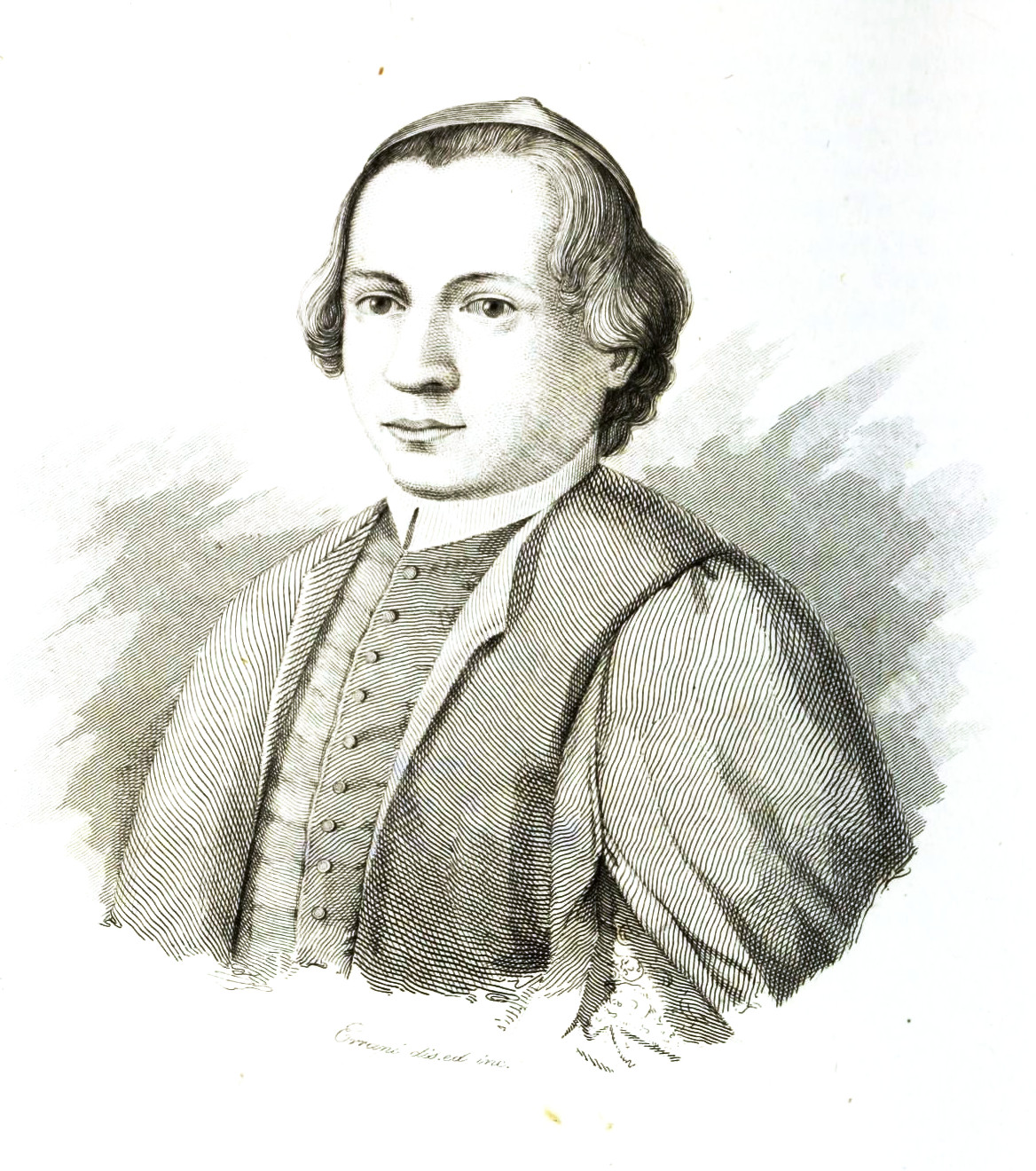
Battarra

Specia a fost descrisă și desenată pentru prima dată de micologul italian Giovanni Antonio Battarra clasificată în comitetele de nomenclatură drept Agaricus circellatus (deși într-adevăr ca Omphalomyces circellatus) în opera sa  Fungorum agri ariminensis historia din 1755.
Dar s-a hotărât, că numele binomial are să fie Lactarius circellatus, determinat de marele savant suedez Elias Magnus Fries în cartea sa Epicrisis systematis mycologici, seu synopsis hymenomycetum din 1838, fiind numele curent valabil (2020).
Taxonul lui Battarra (sub Agaricus) precum toate celelalte încercări de redenumire și variații descrise (vezi infocaseta) sunt acceptate sinonim, dar nefolosite.
Epitetul se trage de la (latină circellus, diminutivul cuvântului latin (latină circulus=cerc, circumferință, orbită, traiectorie), datorită zonării pălăriei.

## Descriere

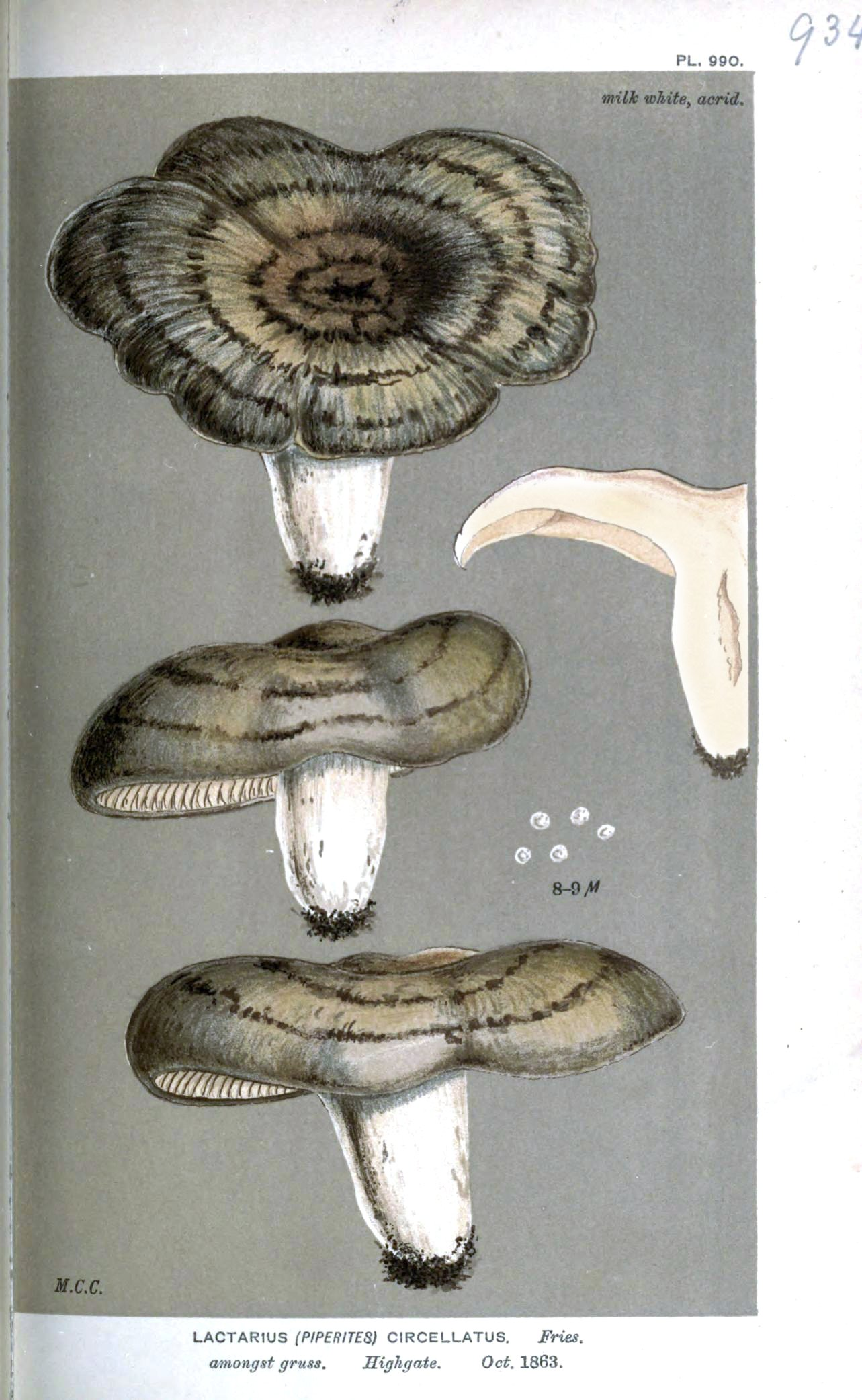
Cooke: Lactarius circellatus

- Pălăria: are un diametru de 3-10 (12)cm, este cărnoasă, fragilă, higrofană, în tinerețe convexă cu marginea (pentru timp lung) răsfrântă spre picior, apoi din ce în ce mai aplatizată și mai mult sau mai puțin adâncită în centru. Cuticula netedă, spre margine fin solzoasă, la umezeală ceva unsuroasă, formează cu avansarea la marutitate zone clar mai închise, orânduite concentric. Coloritul, la exemplare tinere nu rar brumat alb, variază mult și poate fi gri, roz, gri-brun sau închis brun-ocru, adesea cu nuanțe portocalii, rozalii sau liliacee, pălind la bătrânețe din cauza higrofanității.
- Lamelele: sunt subțiri, îndesate, ușor arcuite cu lameluțe intercalate, bifurcate și muchii netede, aderate scurt la picior, ocazional slab dințat decurente de-a lungul lui precum ondulate neregulat. Coloritul este în tinerețe albicios, apoi crem-gălbui până ocru-gălbui. După apăsare, lamelele devin brune sau gri-brun pătate.
- Piciorul: destul de gros are o înălțime de 3-5,5 (7)cm și o lățime de 1,2-2,5 (3,5)cm, se simte ceros, este neted până fibros de-a lungul, cilindric precum adesea îngustat spre bază, tânăr plin, și la bătrânețe gol pe dinăuntru. Coloritul suprafeței, la început deschis crem, schimbă mai târziu în gri-ocru, gri-roz, gri-brun sau carneu în partea de sus, iar în cea de jos spre ocru-roșiatic, ocazional cu pete brun-portocalii. Dezvoltă uneori cavități superficiale de culoare mai închisă. Tija, care se decolorează sub presiune ocru-brun, nu prezintă un inel.
- Carnea: este albă, fără a se decolora la leziune și destul de fragilă. Mirosul plăcut aromatic invită la culegere, însă gustul, în primul moment blând, devine după scurt timp amar și astringent.
- Laptele: care curge în abundență este alb, amar și iute, colorându-se în contact cu aerul după câtva timp crem până verzui. Iuțirea provine de la alcaloidul unei rășini numită piperină.[3][4]
- Caracteristici microscopice: are spori rotunjori de 6,6-7 x 5,3-5,8 microni cu apicol și pereți groși, fiind amiloizi (ce înseamnă colorabilitatea structurilor tisulare folosind reactivi de iod), hialini (translucizi) și acoperiți cu crestături proporționate de până la 1µm precum cu negi înalți, ascuțiți, și răsfirat reticulați. Pulberea lor este de un ocru palid. Basidiile cu în mod normal 4 sterigme fiecare sunt cilindrice sau clavate,  măsurând  40-46 × 8-9 microni. Muchiile eterogene prezintă pe lângă basidii o mulțime de cheilocistide (elemente sterile situate pe muchia lamelor) cilindrice până fusiforme sau formate ca o sticlă îngustă, uneori cu pereți puțin îngroșați, care  măsoară 25-55 x 5-9 microni, și, de asemenea, o cantitate asemănătoare de pleurocistide (elemente sterile situate în himenul de pe fețele lamelor) fusiforme până în formă de lanțetă de 45–70 × 8–9 microni. Pileocistidele (elemente sterile de pe suprafața pălăriei) cu o grosime de 70-100µm numai puțin diferențiate și confuze au hife paralele, slab ascendente și parțial fragmentate, late de  2-6µm. Între împletiturile hifelor gelatinoase se pot găsi unele lactifere intercalate.[8][9]

- Reacții chimice: carnea se colorează cu acid azotic încet gri, îngălbenind cu Hidroxid de potasiu, iar laptele devine galben-auriu, dar numai scurt după recoltă, carnea cu guaiacol după o jumătate de oră numai puțin carneu, cu sulfat de fier slab gri-roz și cu tinctură de Guaiacum după 30 minute deschis gri-verzui.[10][11]

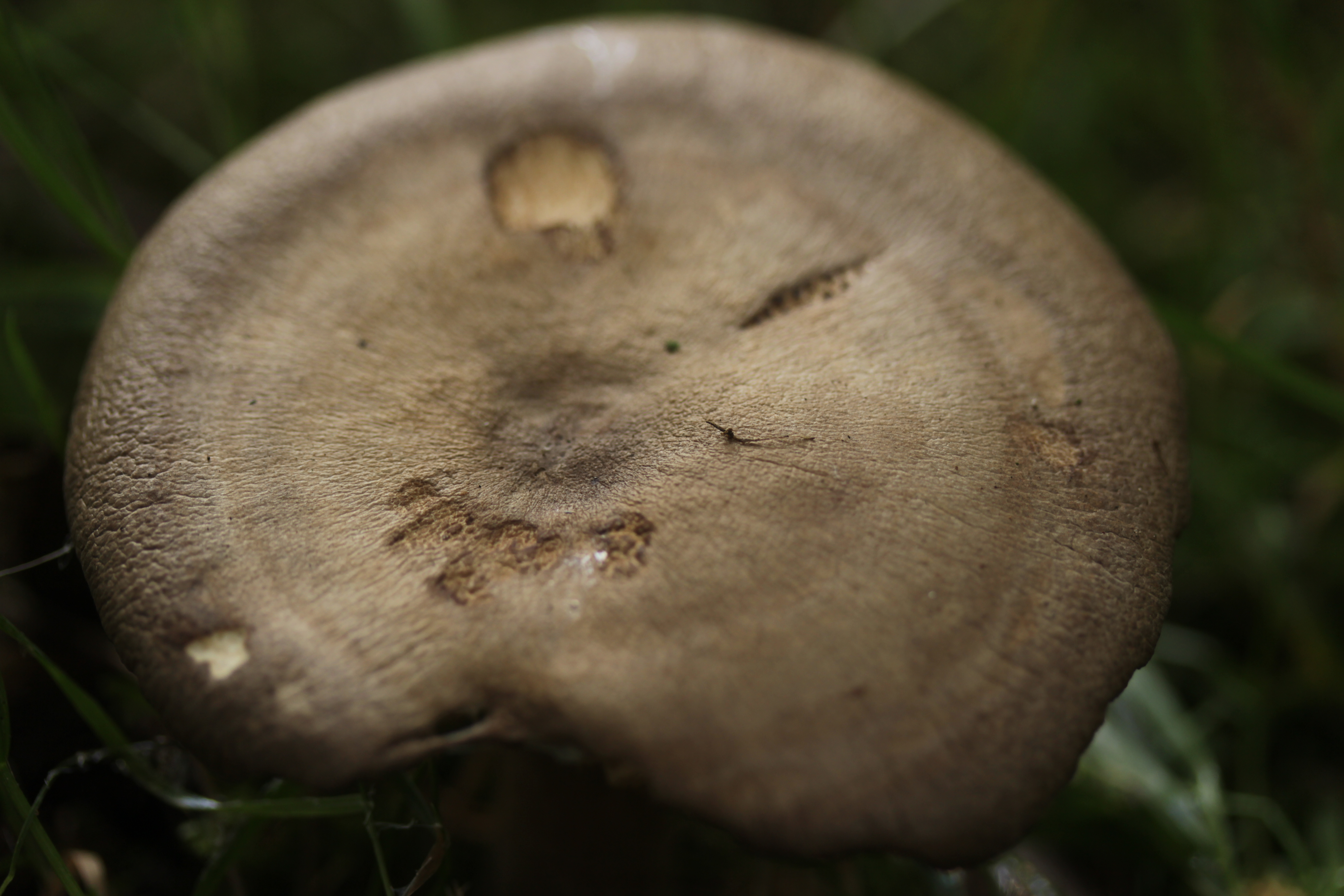
L. circellatus, pălărie în vârstă avansată
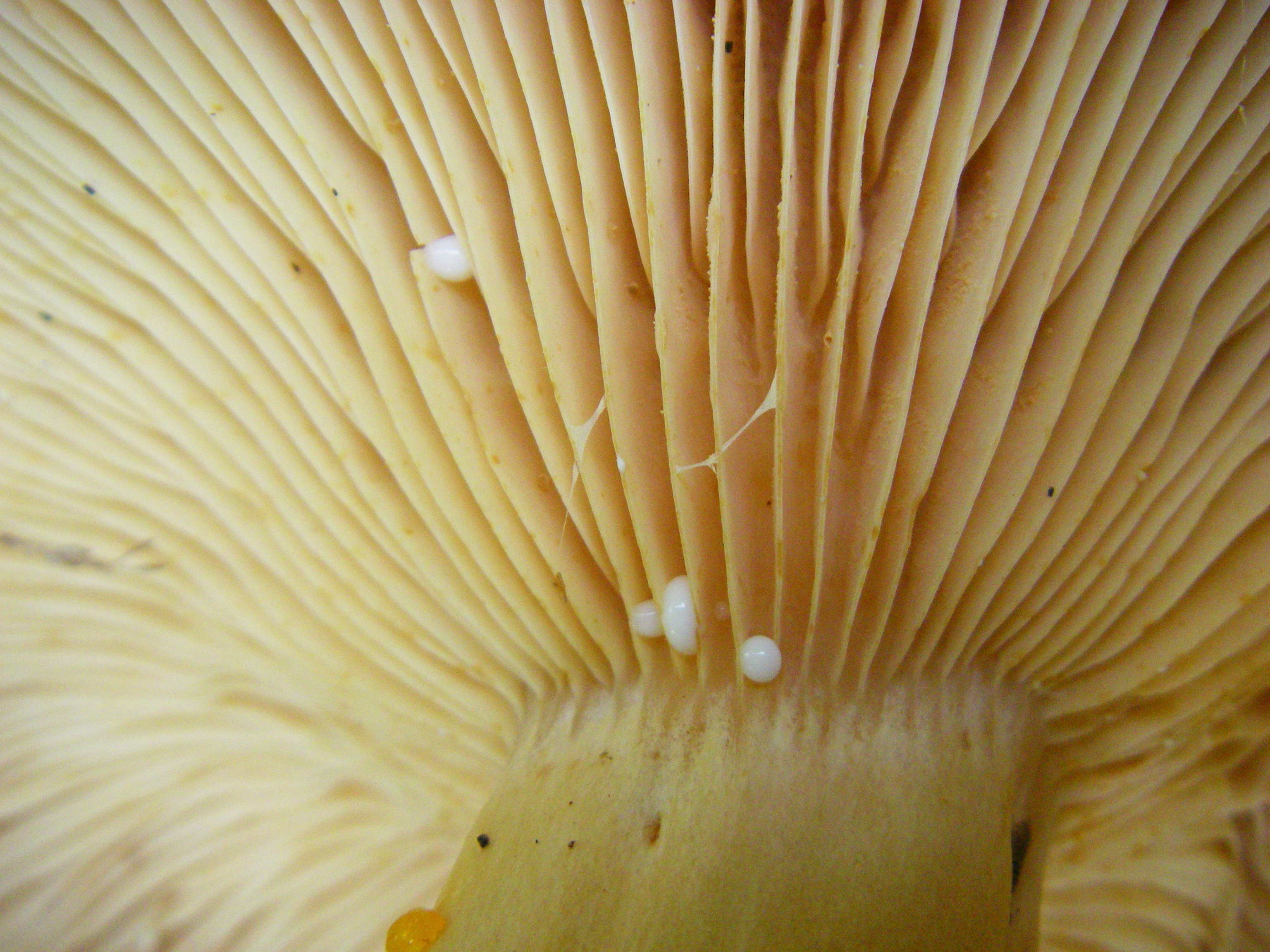
L. circellatus, lamelele din apropiere
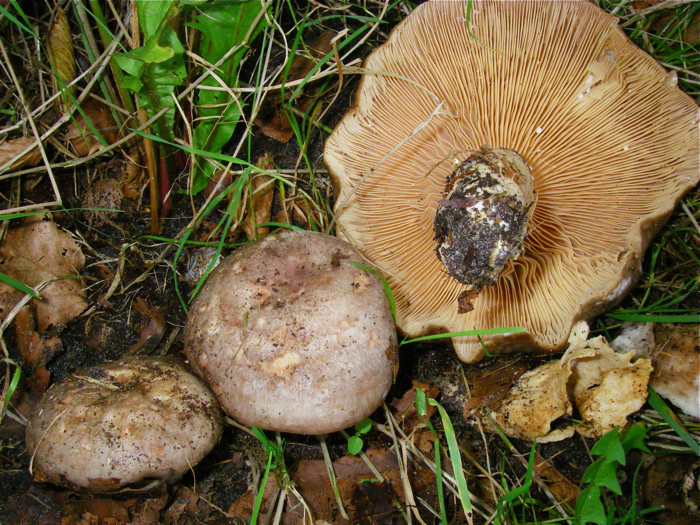
L. circellatus, 2 tineri, 1 bătrân, lamele și picior
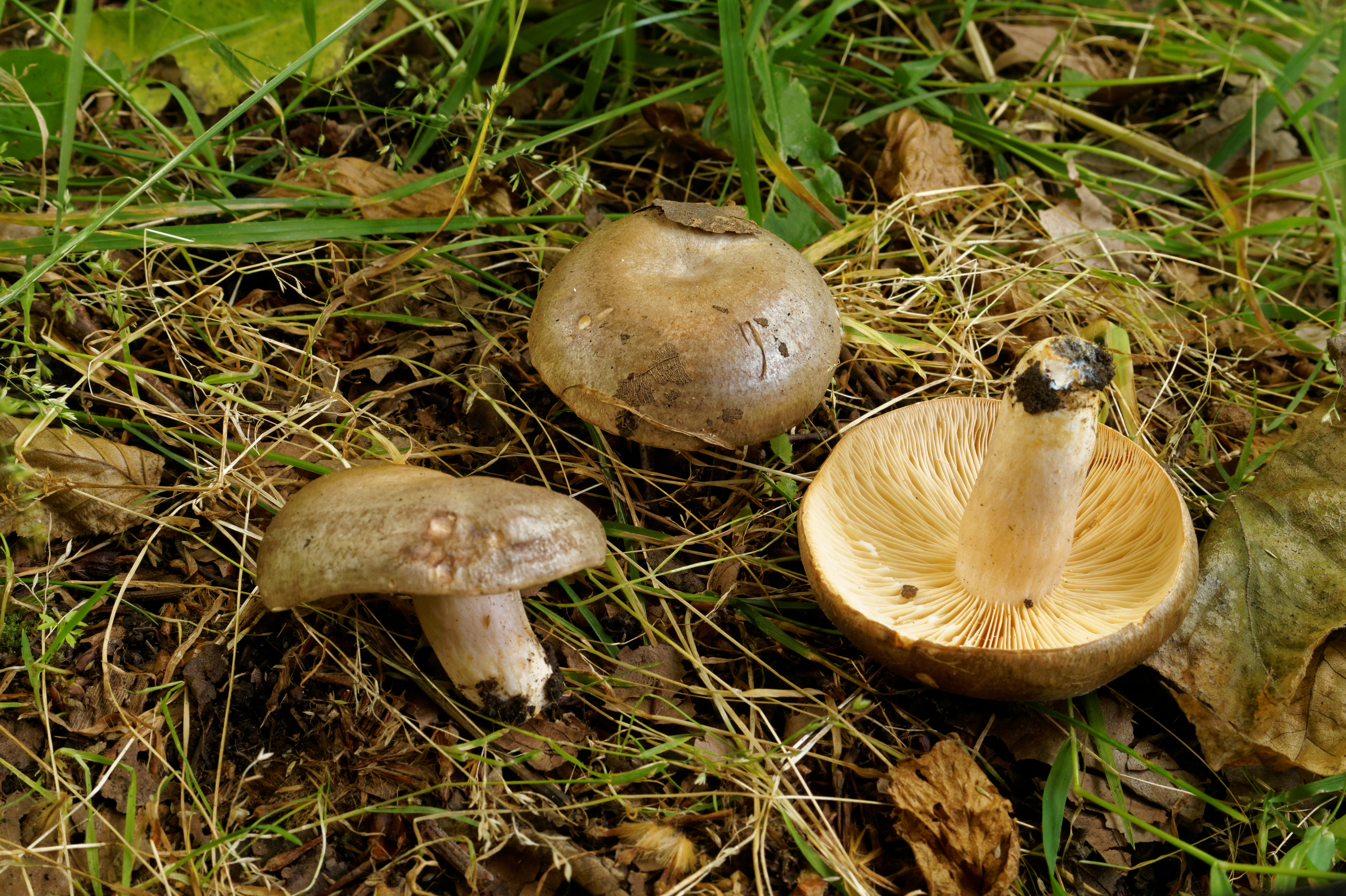
L. circellatus maturi
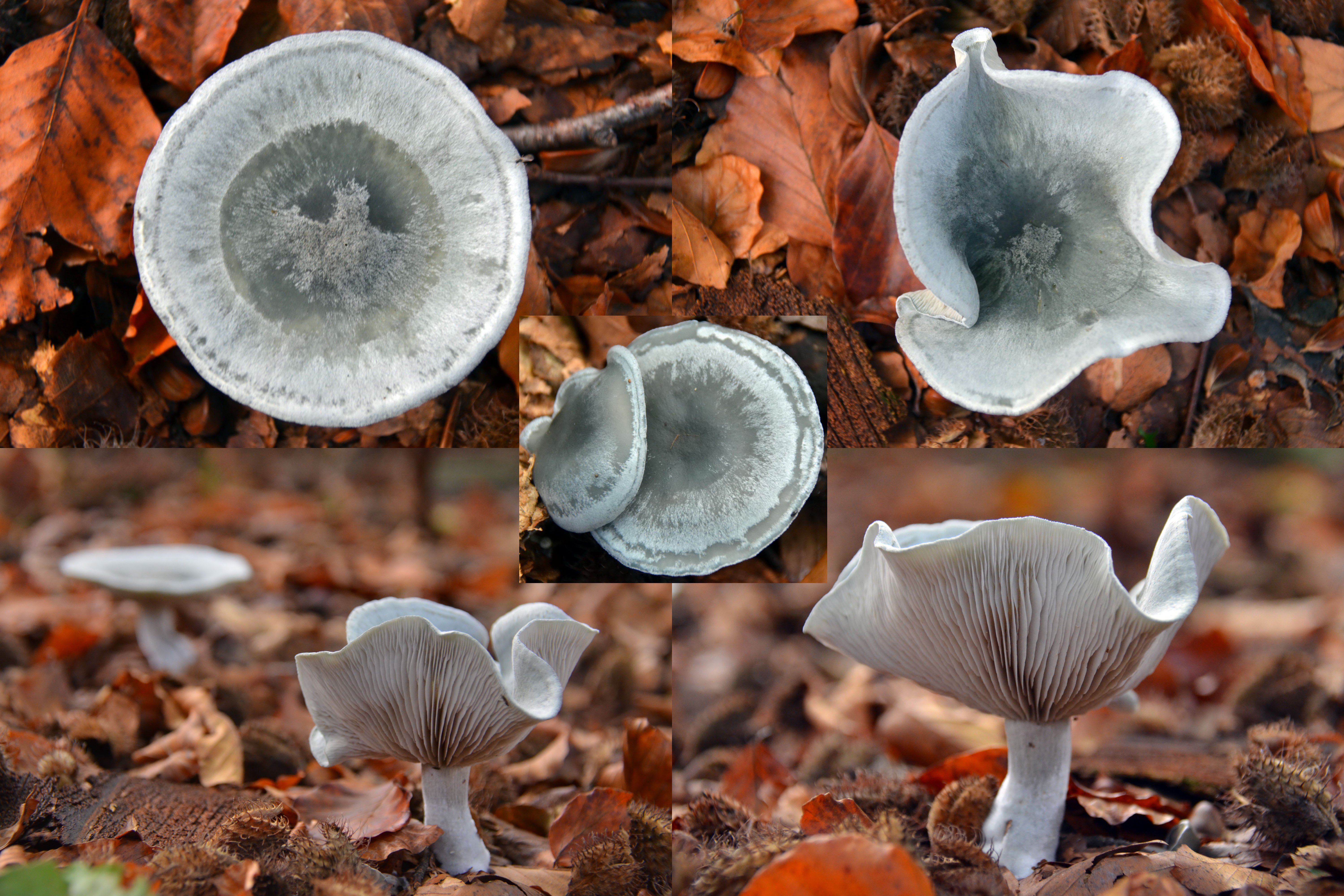
L. circellatus gri-liliaceu

## Confuzii
Specia poate fi confundată de exemplu cu: Lactarius acris, Lactarius azonites (necomestibil), Lactarius blennius, Lactarius decipiens (necomestibil), Lactarius flexuosus (necomestibil), Lactarius fluens, Lactarius glyciosmus (condiționat comestibil), Lactarius ilicis (necomestibil, trăiește în păduri de foioase mai călduroase, iute) + imagini: , Lactarius mammosus sin. Lactarius fuscus (necomestibil), Lactarius pyrogalus (necomestibil), Lactarius scrobiculatus (otrăvitor), Lactarius trivialis sin. Lactarius bertillonii var. queletii, Lactarius turpis (posibil letal), Lactarius vietus (necomestibil) sau Lactarius zonarius (necomestibil). Mai departe, o confuzie ar fi posibilă chiar și cu delicioșii Lactarius aurantiacus sin. Lactarius mitissimus  și Lactarius volemus.

## Specii asemănătoare în imagini

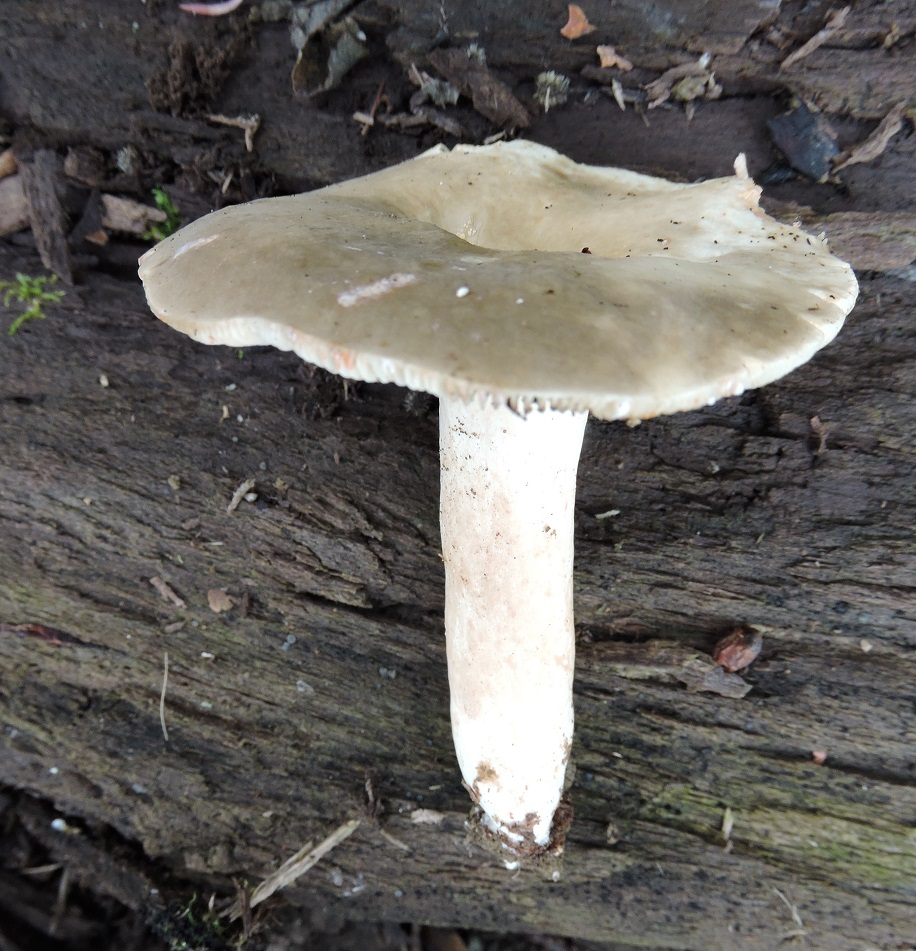
!Lactarius acris!
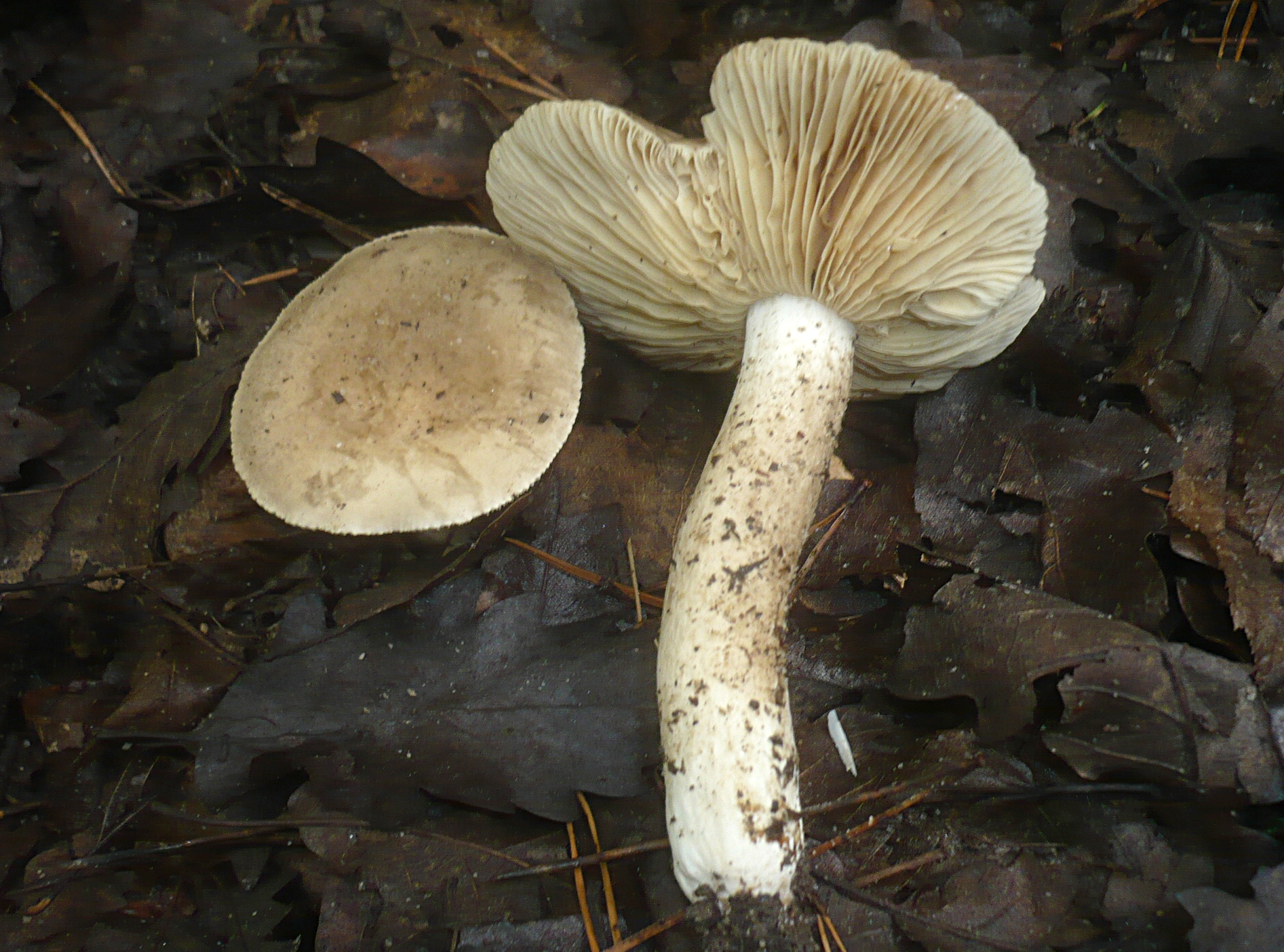
!Lactarius azonites!
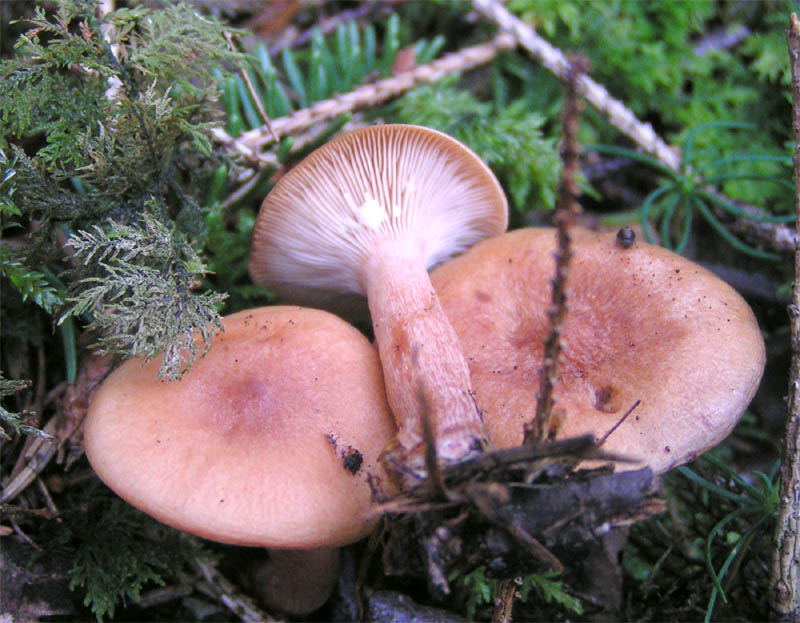
Lactarius aurantiacus sin. mitissimus
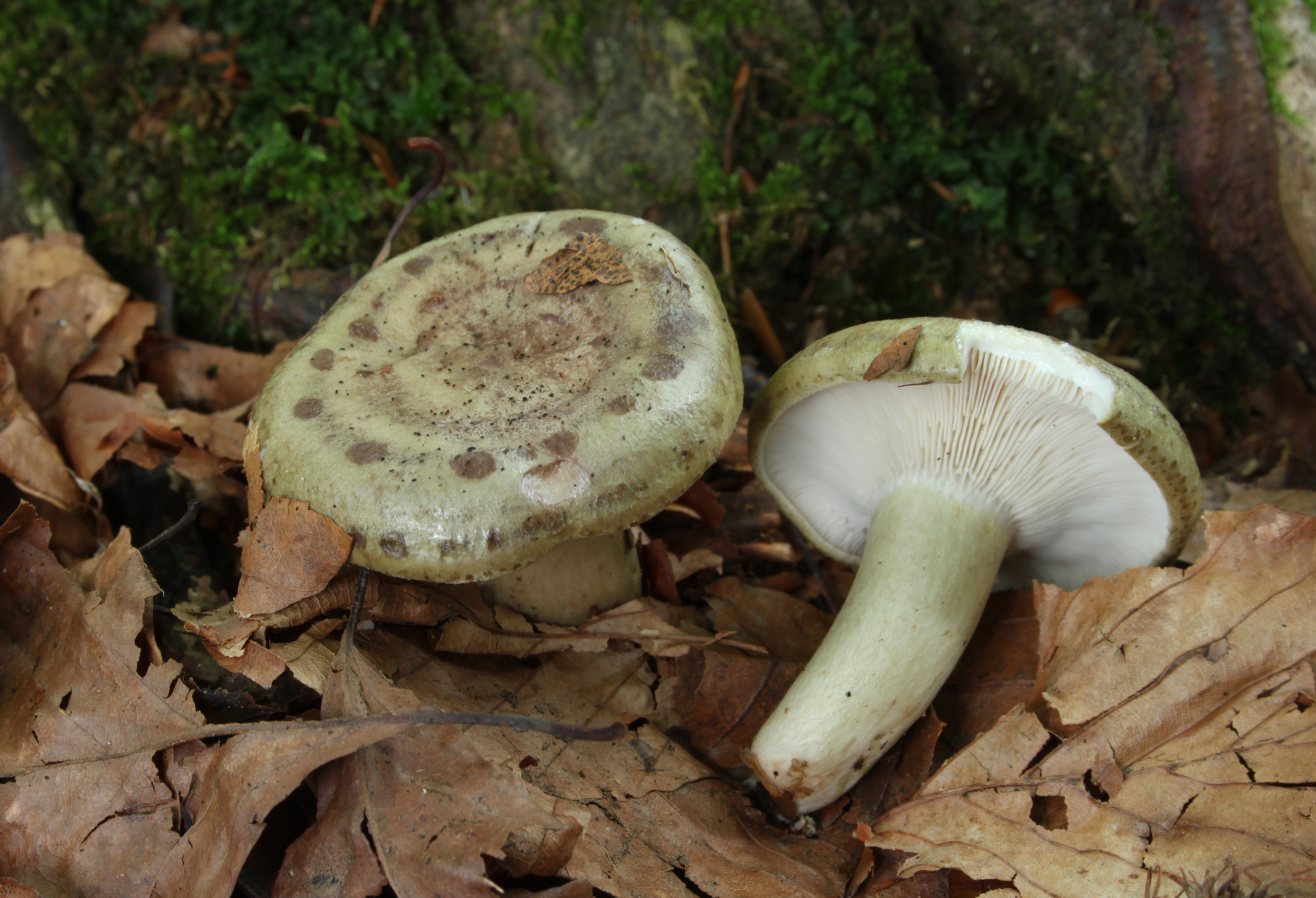
!Lactarius blennius!
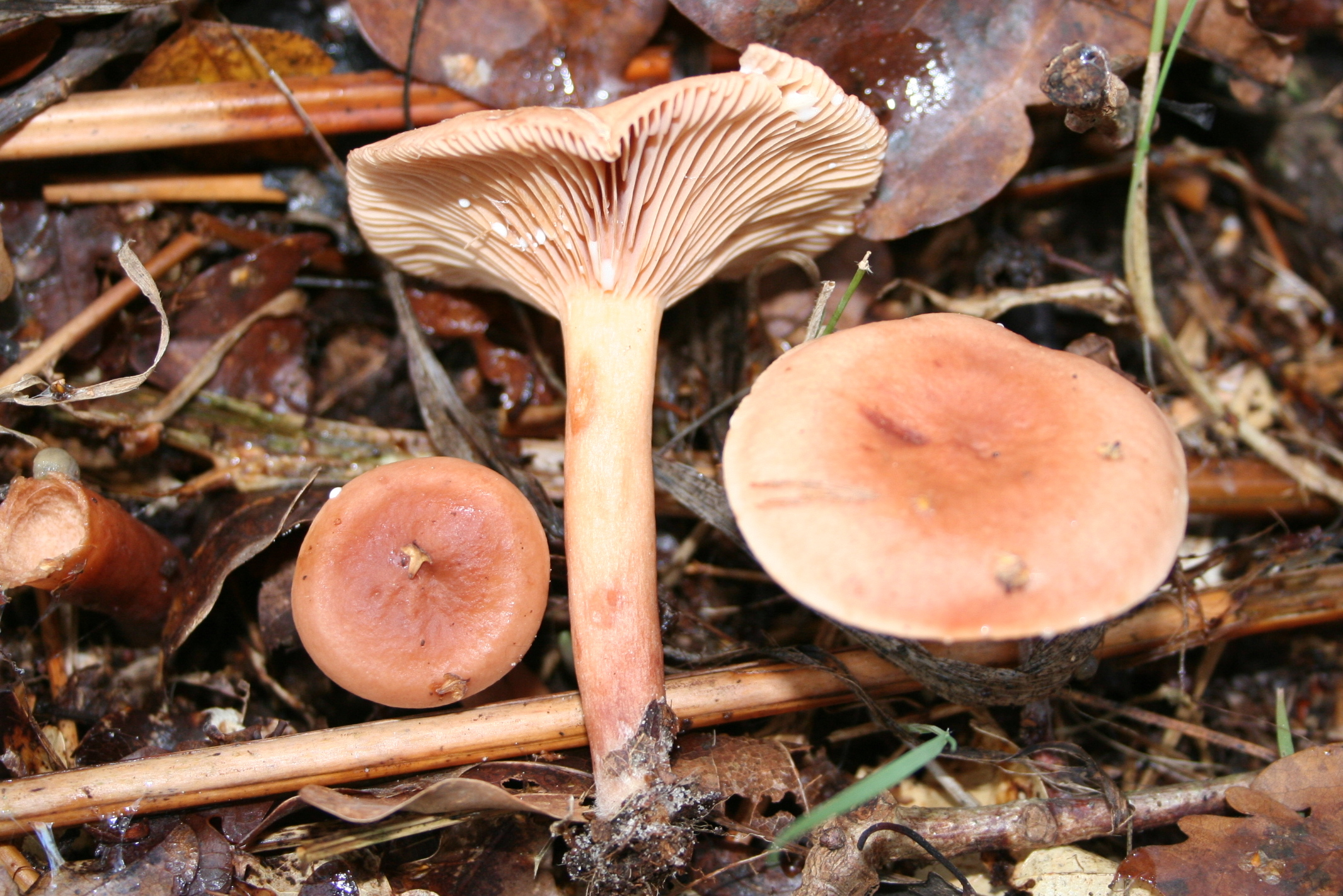
! Lactarius decipiens!
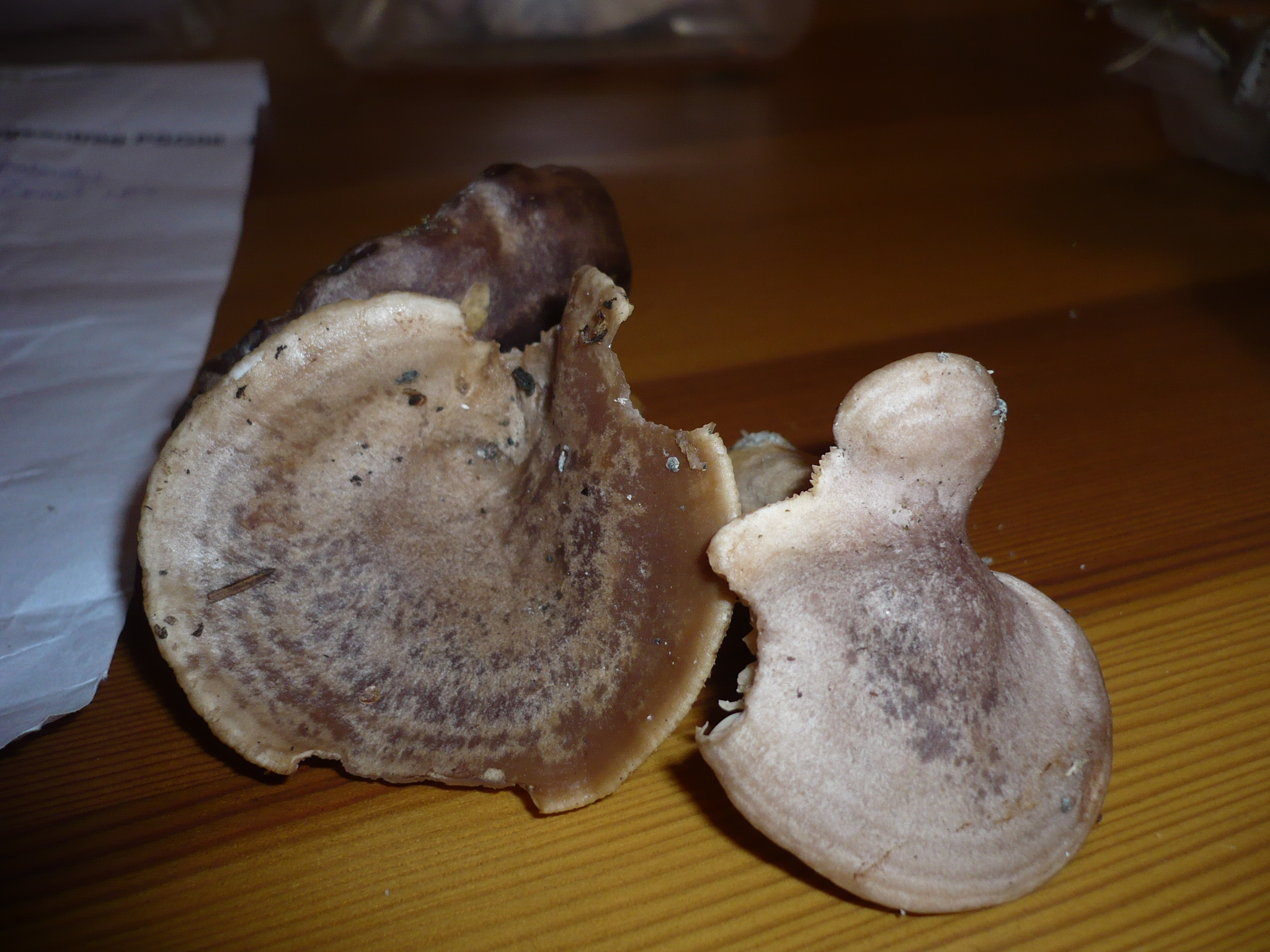
!Lactarius flexuosus!
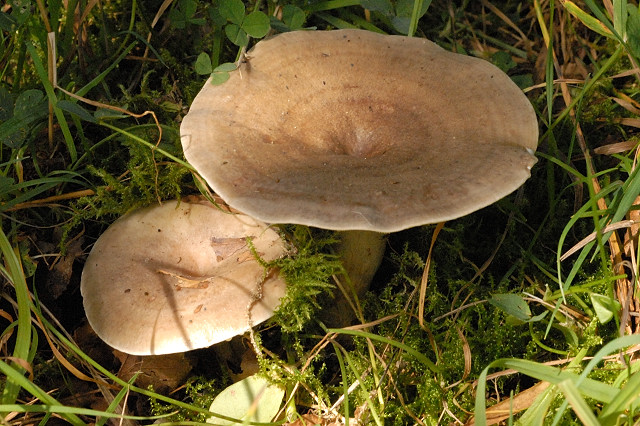
!Lactarius fluens!
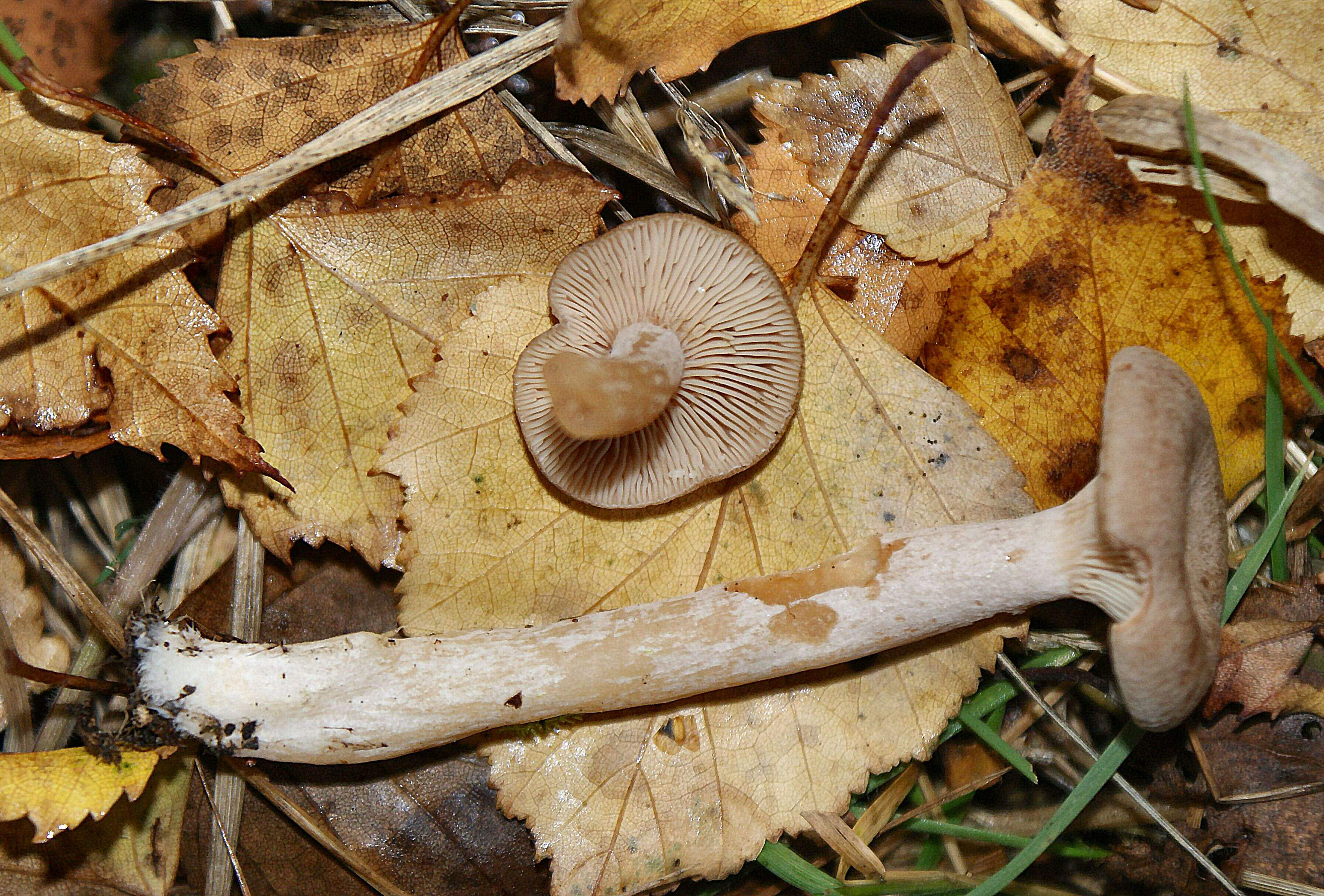
Lactarius glyciosmus
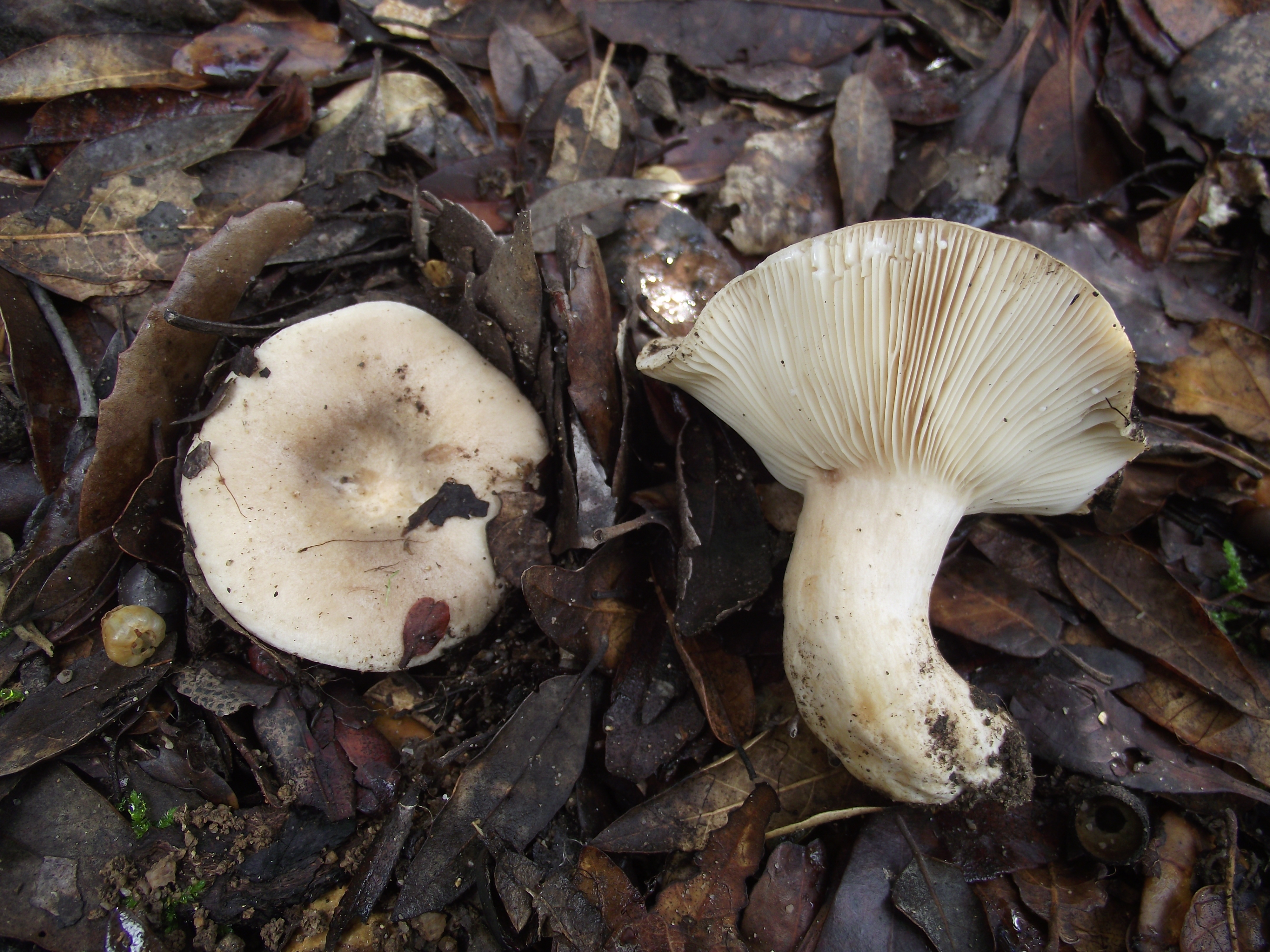
!Lactarius ilicis!
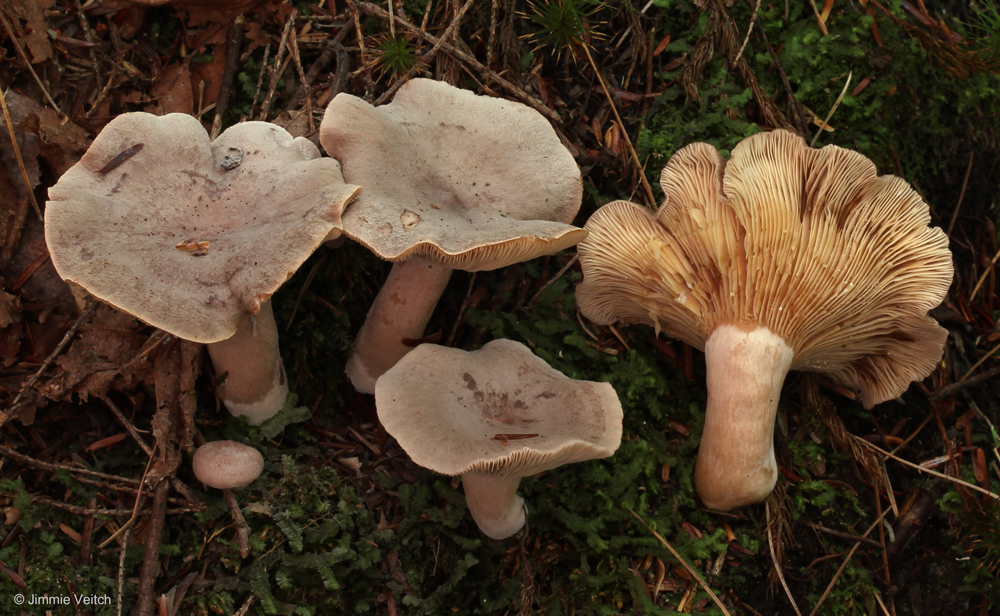
!Lactarius mammosus!

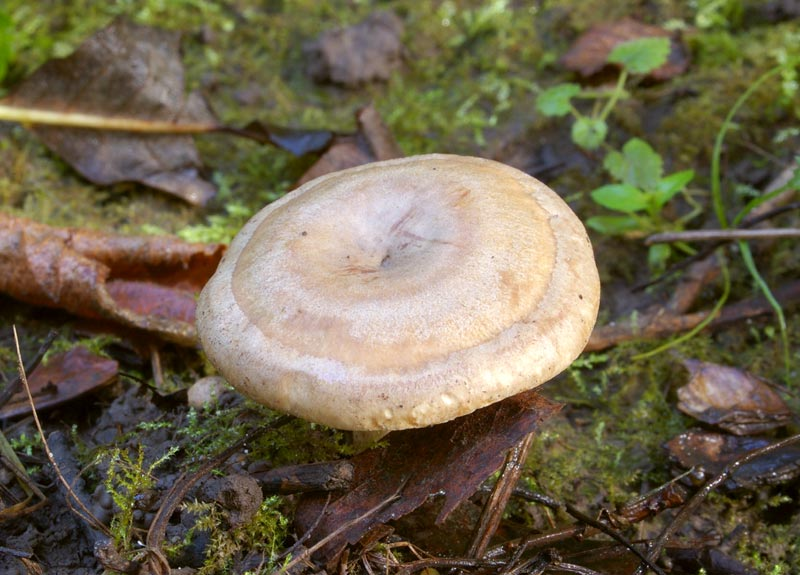
!Lactarius pyrogalus!
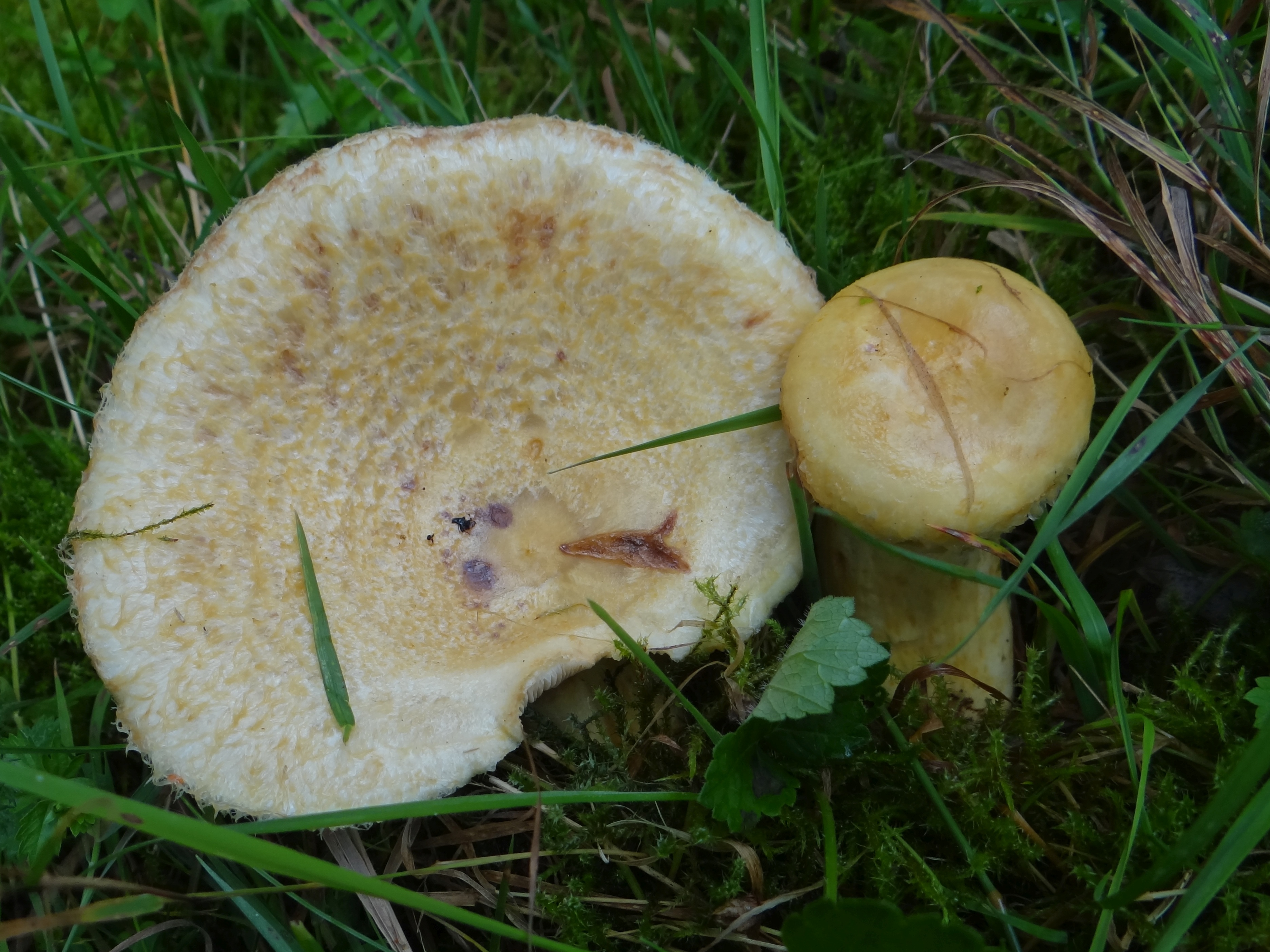
!!Lactarius scrobiculatus!!
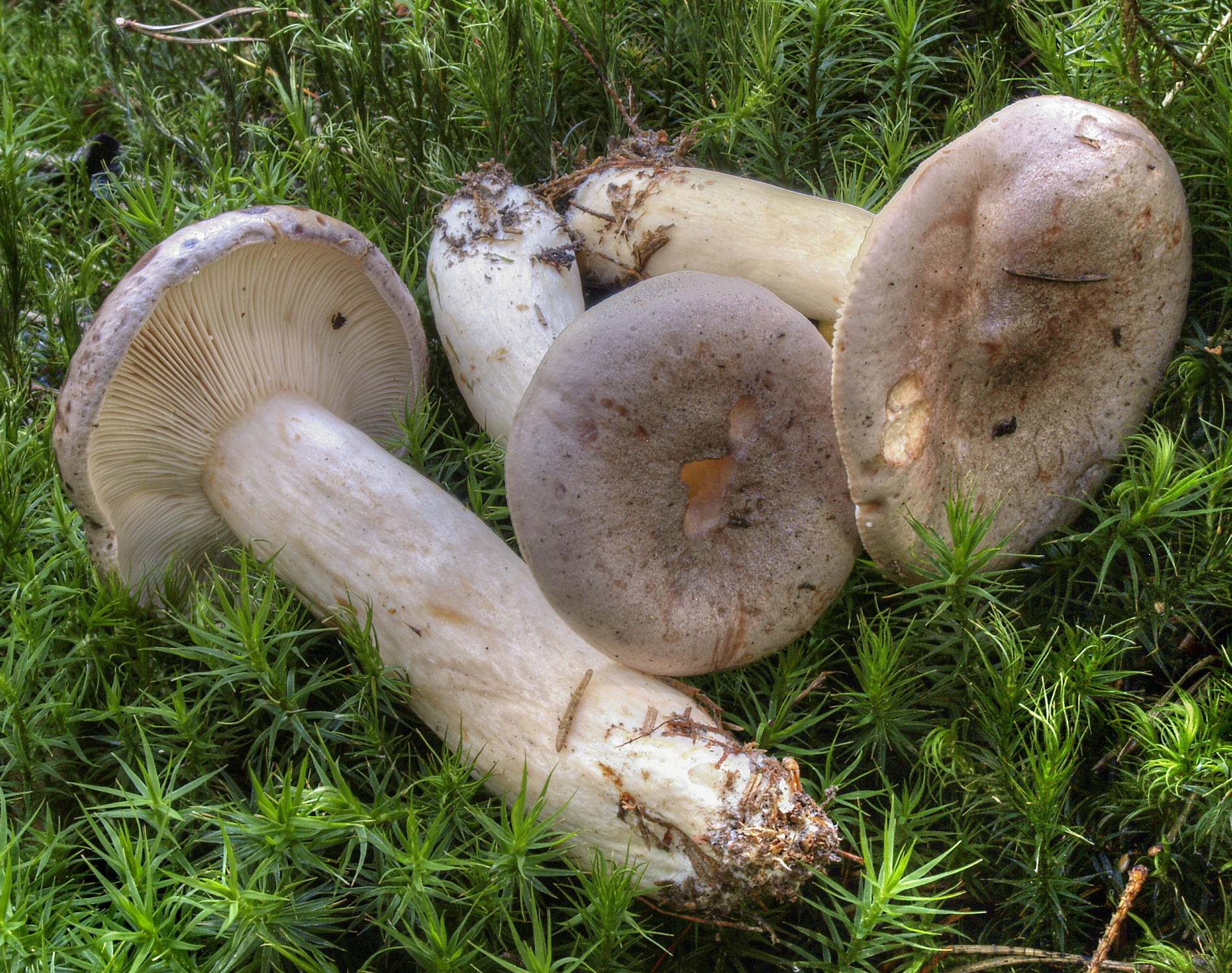
!Lactarius trivialis!
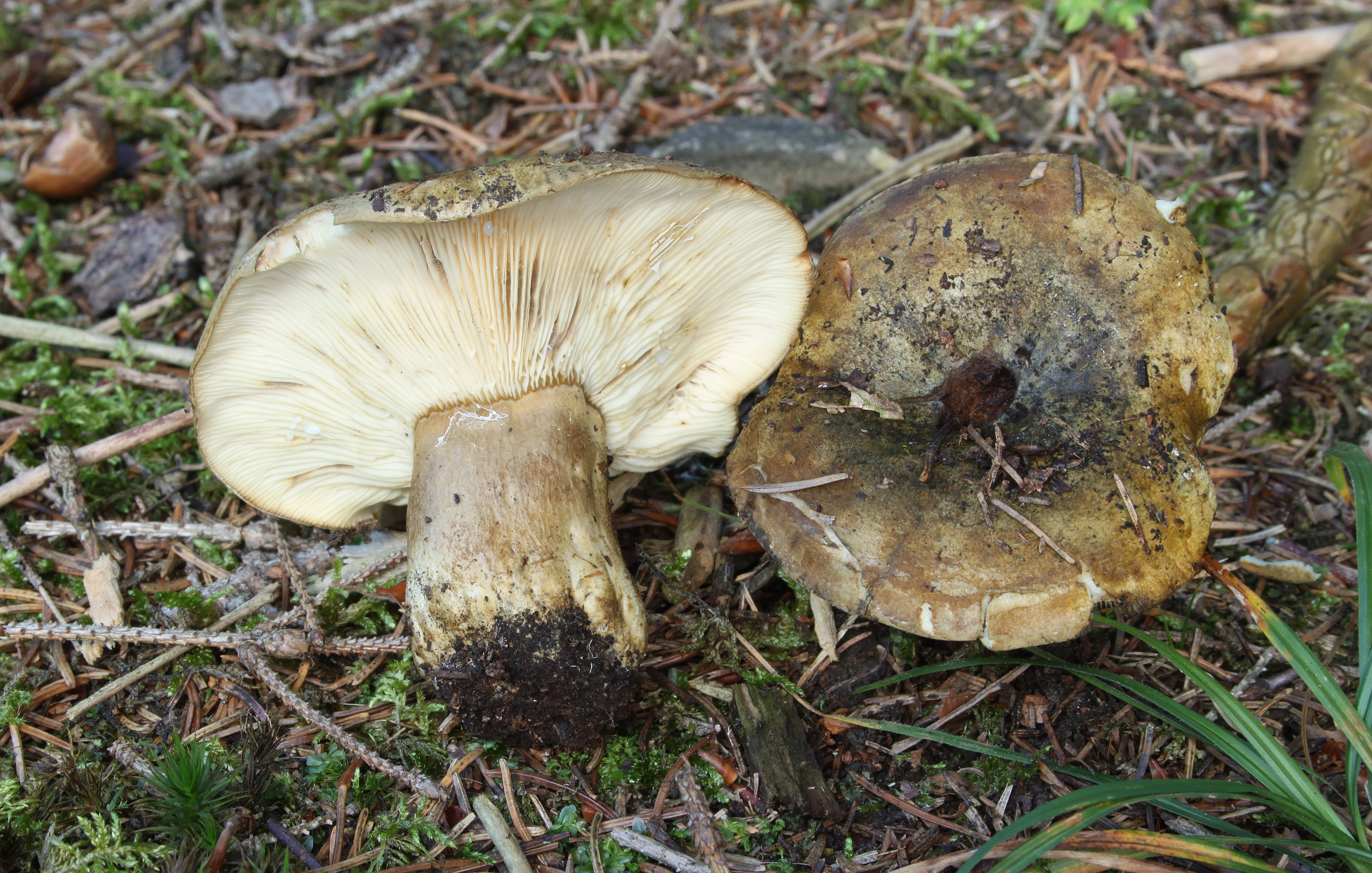
!!!Lactarius turpis!!!
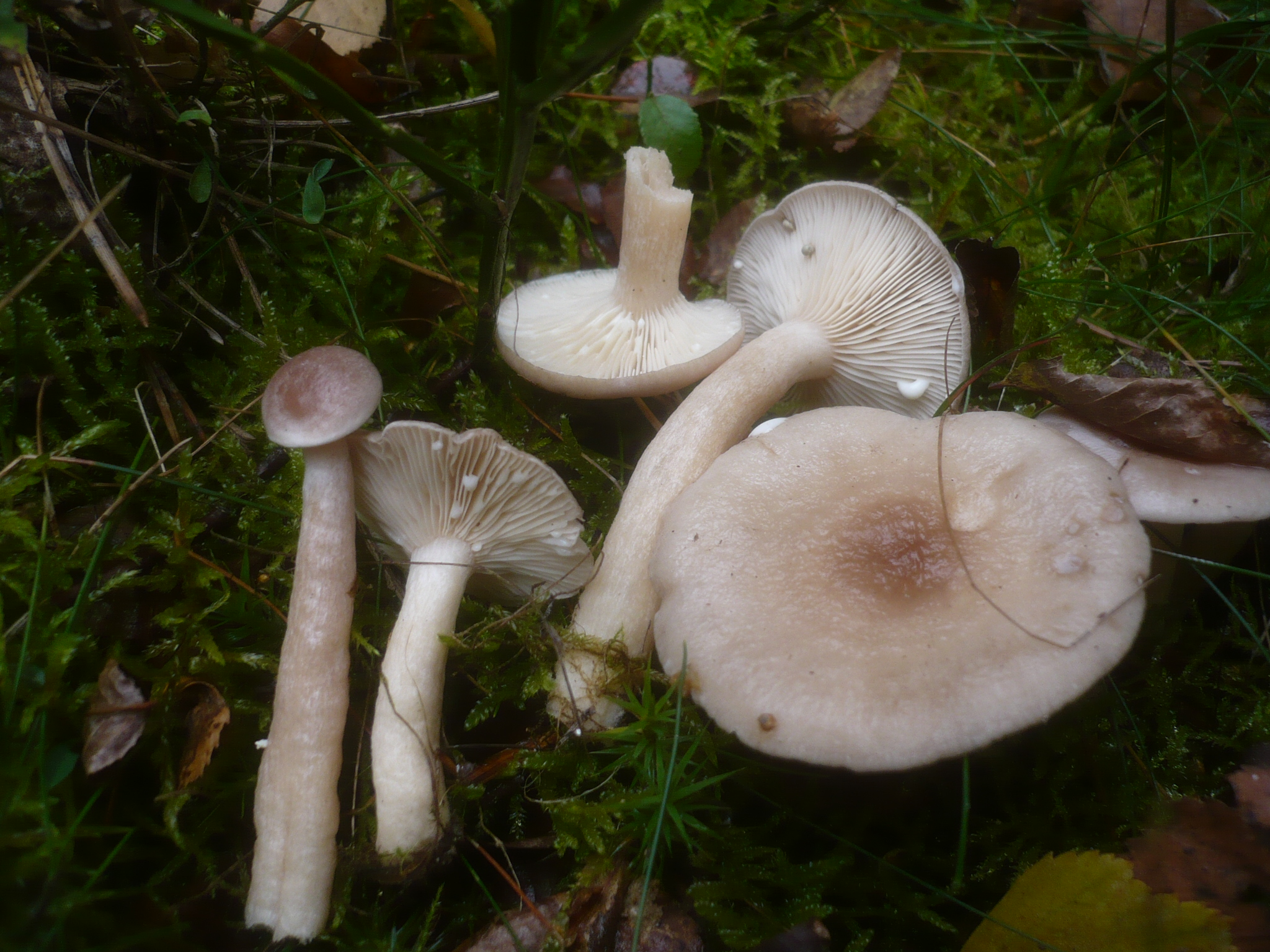
!Lactarius vietus!
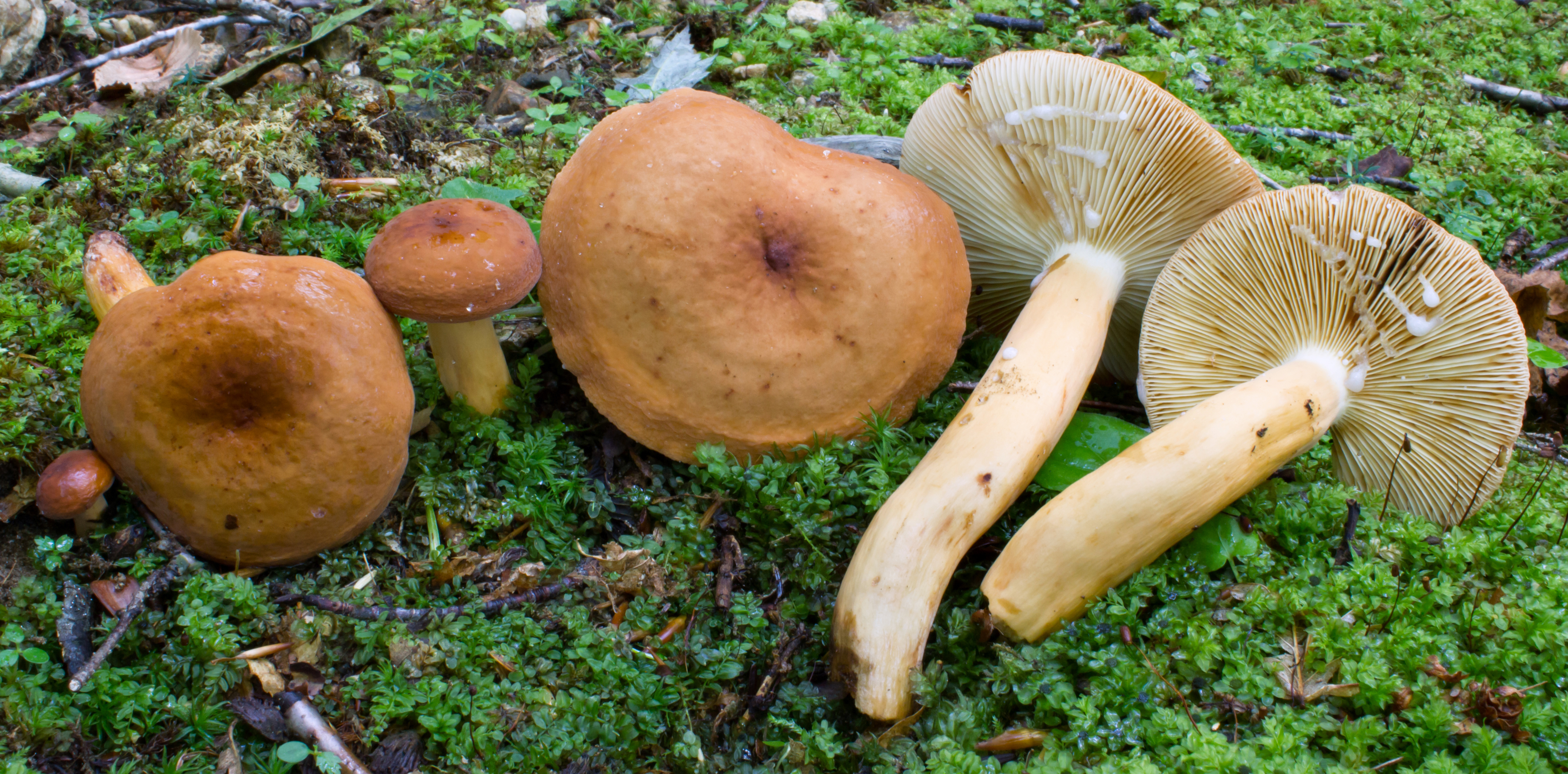
Lactarius volemus
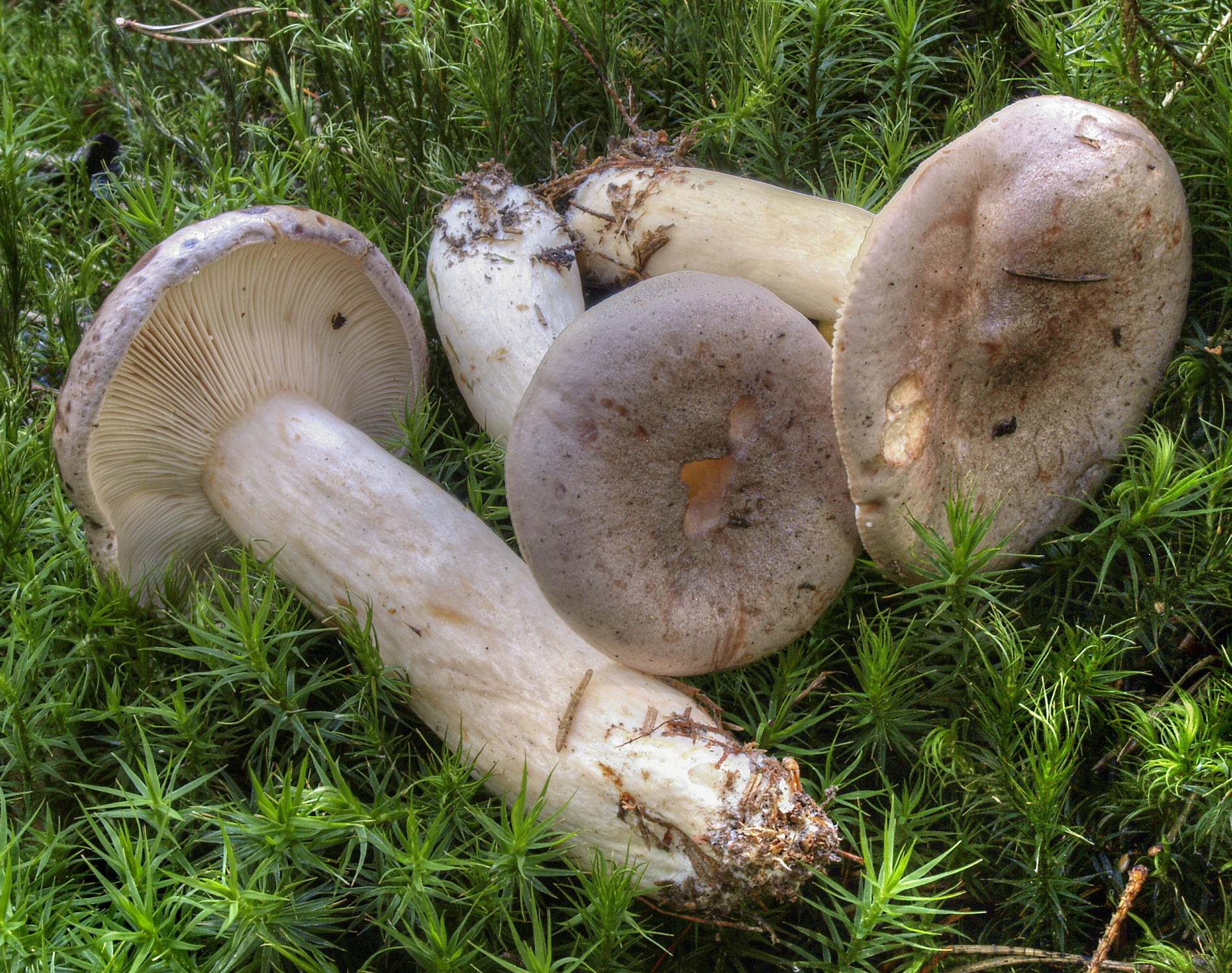
!Lactarius trivialis!
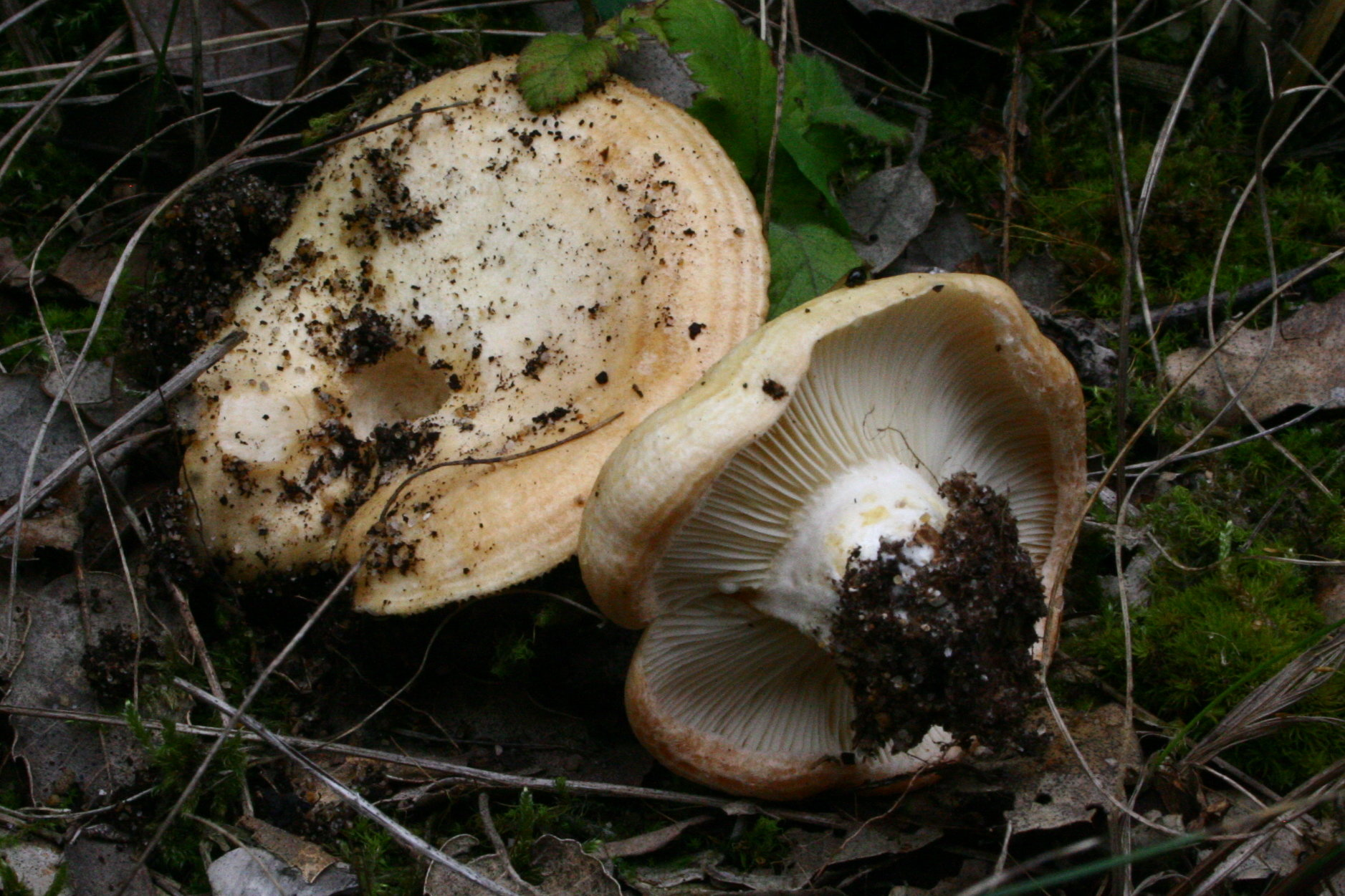
!Lactarius zonarius!

## Valorificare
Deși de miros plăcut, ciuperca este absolut necomestibilă din cauza gustului amar, iute și astringent.